# 李建军 (珠宝检测师)
李建军(1976年—)是一位珠宝检测师、高级工程师、中国国家注册珠宝玉石质量检验师，现为贵金属、钻石、宝玉石国家职业技能鉴定考评员。

## 生平
1976年生于山东省昌乐县,李建军1999年6月毕业于中国地质大学（北京）无机非金属材料（宝石学）专业，工科学士学位。
1999年起在北京的国家珠宝玉石质量监督检验中心从事珠宝鉴定，期间参加了APEC国际珠宝学术会议(2000年)。2002年在北京恒信钻石宫殿任商品部经理。2002年年底进入山东省黄金珠宝玉器产品质量监督检验中心工作。
2oo1年底曾为北京某企业一次珠宝培训营业员及店堂经理300余人。为业内专门讲授过肉眼识别翡翠的A、B货。专门讲授过不同产地软玉(现国家标准称为和田玉)的肉眼识别特征课程。 
自1999年开始，独立或者与合作者先后发表专业论文30余篇[1~30]，其中包括英文论文多篇。首次在SCI收录期刊《gem & gemlogy》杂志披露《注胶处理的海蓝宝石》，首次介绍了水镁石作为玉石品种的情况、宝石学特征及鉴定方法。在宝石学领域使用红外光谱技术具有特长，与合作者撰写的“Usefulness and limitations of using routine FTIR spectra for identifying gemstones ——compared with the use of classical FTIR spectra using KBr pellets[12]”一文，获得2008年度国家质量监督检验检疫总局优秀科技论文一等奖。
他在The adverse impact of scatter on the tone of Shandong Sapphire一文中首次向世界介绍了山东产的“达碧兹(trapiche)*蓝宝石”，这是一种具有形状结构的蓝宝石，最初这种结构是在哥伦比亚某些祖母绿中发现，被称呼为Trapiche emerald*。
他是揭露注胶晕长石的第一人[33]。